# Hans Albert
Hans Albert (Colônia, 8 de Fevereiro de 1921 – 24 de outubro de 2023) foi professor de ciências sociais na Universidade de Mannheim a partir de 1963, e permaneceu na universidade até 1989.  Seus campos de pesquisa eram ciências sociais e estudos gerais de métodos. Ele era um racionalista crítico, prestando especial atenção às heurísticas racionais. Albert foi um forte crítico da tradição hermenêutica continental vinda de Heidegger e Gadamer.

## Vida
Albert nasceu em Colônia, Alemanha, em 8 de fevereiro de 1921, filho de um professor de latim e história.  Em 1950, ele obteve um diploma em administração de empresas na Universidade de Colônia, seguido por um doutorado em política social em 1952.  De 1952 a 1958, ele trabalhou como assistente no instituto de pesquisa para ciências sociais e administrativas da universidade, onde também obteve um Dr. habil. em política social em 1957. Como conferencista, falou sobre lógica, teoria da ciência e economia do Estado de bem-estar social. A partir de 1958 participou na Alpbacher Hochschulwochen (uma conferência de verão na aldeia alpina austríaca de Alpbach), onde conheceu Karl Popper depois de ter estudado e abraçado principalmente a sua filosofia. Depois de 1955, ele teve discussões com Paul Feyerabend, que naqueles tempos era um racionalista crítico e um admirador de Karl Popper. Suas cartas foram posteriormente publicadas. Em 1963, Albert recebeu a cadeira de Ciências Sociais e Estudos Gerais de Métodos (mais tarde chamada de Sociologia e Estudos de Economia) na Wirtschaftshochschule Mannheim (mais tarde Universidade de Mannheim).
1961-1969 foi a época do chamado Positivismusstreit (disputa positivista), o debate entre Karl Popper e Theodor W. Adorno sobre o positivismo dentro da sociologia alemã durante a década de 1960. Albert participou desta famosa Tagung der deutschen Gesellschaft für Soziologie (Conferência da Sociedade Alemã de Sociologia) em 1961 em Tübingen. No início, não havia disputa sobre o positivismo, porque tanto Adorno quanto Popper eram contrários ao positivismo. O debate foi mais sobre as diferenças entre ciências sociais e ciências naturais e o status dos valores nas ciências sociais. Em 1963, o debate foi continuado por Jürgen Habermas no Festschrift für Adorno. Em 1964, na Soziologentag (Conferência de Sociologia) de Heidelberg, o debate transformou-se em uma discussão empolgada entre Habermas e Albert. A disputa culminou em uma coletânea de ensaios, publicados em 1969 e traduzidos para vários idiomas. Essa disputa ganhou um público amplo.
Em 1989, Albert se aposentou do serviço ativo como professor emérito, mas continuou escrevendo livros e dando palestras em muitas universidades, como as palestras de 1990 na Universidade de Graz sobre Racionalismo Crítico, as Palestras Walter Adolf de 1995 na Hochschule St. Gallen, e as Wittgenstein Lectures de 1998 na Universidade de Bayreuth (com Rainer Hegselmann) sobre racionalismo crítico.
Foi um forte crítico da hermenêutica continental inaugurada por Heidegger e seguida por Gadamer. Criticou e rejeitou o relativismo e o dogmatismo por se apoiarem em estratégias de imunização tendo em vista evitar a crítica legítima. Formulou o “trilema de Münchausen” como argumento contra o Fundacionalismo. Todas as pretensões de conhecimento são falíveis, e por conseguinte susceptíveis de revisão. Na controvérsia do positivismo alemão que alcançou o seu apogeu no início da década de 1960, Hans Albert e Karl Popper foram os principais adversários de Adorno e Habermas.

## Obras principais
- 1967 Marktsoziologie und Entscheidungslogik. Ökonomische Probleme in soziologischer Perspektive.
- 1968 Traktat über kritische Vernunft (engl.Treatise on Critical Reason, Princeton University Press, Princeton 1985).
- 1971 Plädoyer für kritischen Rationalismus, Piper Verlag, Munique 1971.
- 1972 Konstruktion und Kritik. Aufsätze zur Philosophie des kritischen Rationalismus, Verlag Hoffmann e Campe, Hamburgo 1972.
- 1973 Theologische Holzwege. Gerhard Ebeling und der rechte Gebrauch der Vernunft, Verlag Mohr (Siebeck), Tübingen 1973.
- 1975 Transzendentale Träumereien. Karl-Otto Apels Sprachspiele und sein hermeneutischer Gott, Verlag Hoffmann e Campe, Hamburg 1975.
- 1976 com Adorno, Dahrendorf, Habermas, Pilot e Popper: The Positivist Dispute in German Sociology, Heinemann Londres 1976 e Harper Torchbook 1976. No mesmo ano: Aufklärung und Steuerung. Aufsätze zur Sozialphilosophie und zur Wissenschaftslehre der Sozialwissenschaften, Verlag Hoffmann e Campe, Hamburgo 1976.
- 1977 Kritische Vernunft und menschliche Praxis com notas autobiográficas.
- 1978 Traktat über rationale Praxis.
- 1979 Das Elend der Theologie.
- 1982 Die Wissenschaft und die Fehlbarkeit der Vernunft.
- 1987 Kritik der reinen Erkenntnislehre. Das Erkenntnisproblem in realistischer Perspektive.
- 1993 Lectures about Rechtswissenschaft als Realwissenschaft. Das Recht als soziale Tatsache und die Aufgabe der Jurisprudenz at the University of Würzburg. - Kritik der reinen Hermeneutik - Der Antirealismus und das Problem des Verstehens, Tübingen (Mohr-Siebeck) 1994.
- 1997 Paul Feyerabend, Hans Albert, Briefwechsel (ed. Wilhelm Baum), Frankfurt/M. (Fischer) 1997.
- 1999 Between Social Science, Religion, and Politics. Essays in Critical Rationalismus, Amsterdã-Atlanta (Rodopi) 1999.
- 2000 Kritischer Rationalismus, Tübingen Mohr-Siebeck (UTB) 2000.
- 2001 Hans Albert Lesebuch, UTB (Mohr Siebeck) Tübingen 2001.
- 2003 Kritik des transzendentalen Denkens, (Mohr Siebeck) Tübingen 2003 e no mesmo ano: Erkenntnislehre und Sozialwissenschaft. Karl Poppers Beiträge zur Analyse sozialer Zusammenhänge, Wien (Picus) 2003.
- 2005 Hans Albert - Karl Popper - Briefwechsel 1958 -1994 (Cartas de e para Karl Popper); ed. Martin Morgenstern e Robert Zimmer.

## Recepção de suas teorias no Brasil e em Portugal
O Racionalismo Crítico, desenvolvido por Karl Popper e Hans Albert, tem sido amplamente resgatado nos últimos anos por meio de eventos acadêmicos, traduções e novas pesquisas em Mestrado e Doutoramento em diferentes áreas do conhecimento.
Um dos exemplos de publicações recentes foi o artigo publicado em 2009 sobre a relação entre o pensamento de Hans Kelsen e o argumento de Hans Albert. A pesquisa foi publicada em revista de alto impacto (qualis A1) da Universidade Federal de Santa Catarina, com autoria de Inácio Helfer e Leandro Konzen Stein.
Em 2013, foi publicada uma coletânea com a tradução de diferentes textos de Hans Albert sobre o direito e a ciência jurídica ("O Direito à luz do Racionalismo Crítico"). A obra foi traduzida e organizada por Günther Maluscke (Universidade de Fortaleza) e pela Editora da Universidade de Brasília. O evento de lançamento foi realizado no Instituto Brasiliense de Direito Público (IDP).
Em 2014, foi defendida dissertação de mestrado na área de Filosofia sobre a relevância do pensamento de Karl Popper e Hans Albert na discussão sobre ciência e a crítica ao positivismo: "A investigação sobre a ética da ciência: a nova hermenêutica do racionalismo crítico à luz do positivismusstreit" - escrita e defendida por Douglas Cavalheiro na Universidade Federal do Rio Grande do Norte.
Outro estudo recente foi a tese doutoral na área jurídica, defendida na Universidade Federal de Pernambuco: "Mutações constitucionais nos discursos jurídicos: o problema da evolução do direito na teoria da decisão a partir do racionalismo crítico" - defendida por Pedro de Oliveira Alves em 2021.
Entre os dias 02 e 15 de Março de 2022, o Instituto Jurídico da Universidade de Coimbra promoveu a exposição "Direito e princípio da congruência no tempo da ciência: o Século de Hans Albert (N. 1921)". O evento em Portugal contou com a participação de pesquisadores do Instituto Hans Albert: Dr. Florian Chefai e Dr. Jonas Pöld.
Apesar dos estudos recentes, a obra de Hans Albert ainda encontra-se em fase de descoberta e de debates iniciais.

## Morte
Albert morreu em 24 de outubro de 2023, aos 102 anos.